# Teismo
Il teismo, nell'accezione più ampia, è la credenza che esista almeno una divinità. Più specificamente, il teismo è comunemente una dottrina monoteistica riguardante la natura di una divinità e il rapporto tra quest'ultima e l'universo. In tale senso specifico, il teismo concepisce Dio come personale, presente e attivo nel governo e nell'organizzazione del mondo e dell'universo; descrive così la concezione classica di Dio che si trova nell'ebraismo, nel cristianesimo , nell'islam, nel sikhismo e nell'induismo. L'uso del termine "teismo" per indicare questa forma classica di monoteismo ebbe inizio durante la rivoluzione scientifica del XVII secolo per distinguerlo dall'allora emergente deismo, il quale sosteneva che Dio, sebbene trascendente e supremo, non interviene nel mondo naturale e potrebbe essere conosciuto per via razionale, non tramite una rivelazione.
Il termine "teismo" deriva dal greco theòs, ossia "dio". Questo termine venne utilizzato per la prima volta da Ralph Cudworth. Secondo la definizione di Cudworth, sono "strictly and properly called Theists, who affirm, that a perfectly conscious understanding being, or mind, existing of itself from eternity, was the cause of all other things".
Dio, per i teisti storici, è una divinità non sempre ben definita, a volte di carattere più personale e a volte più impersonale, ma comunque caratterizzata da una volontà e da una provvidenza. In tal senso l'intendevano sia Voltaire (il quale, però, nel suo Dizionario filosofico, definisce “teismo” ciò che oggi intendiamo con “deismo”) che Rousseau come compromesso tra il panteismo e il monoteismo. Il primo, di Dio accentuava la natura provvidente e deterministica, il secondo la bontà e l'elemento sentimentale.
Lo stesso Kant presenta una distinzione del deismo dal teismo:
Nell'accezione kantiana, diventata poi canonica, Dio interviene nel mondo attraverso i miracoli, le conversioni, i pentimenti, e può essere intuito attraverso la fede e per alcune correnti anche attraverso la ragione. In senso esteso e corrente, per teismo si intende anche la credenza in un Dio unico, supremo, perlopiù personalizzato e provvidenziale.
Il termine teismo nell'accezione storico-filosofica è stato quindi definito da Immanuel Kant. Quelli che prima di lui avevano fatto uso del termine non ne avevano data definizione sufficientemente chiara e non esisteva una chiara distinzione tra teismo e deismo. La tesi teista si oppone a ateismo e agnosticismo ed è diversa dal panteismo.

## Argomentazioni per l'esistenza di Dio
La conclusione teistica al problema dell'esistenza di Dio è che le argomentazioni indicano che ci sono ragioni sufficienti per credere a un unico Dio o a delle divinità.

### Dio esiste e lo si può provare

#### Tesi della Chiesa cattolica
Il Catechismo della Chiesa Cattolica, seguendo la tradizione tomista e la definizione dogmatica del primo concilio vaticano, afferma che è dottrina della Chiesa Cattolica Romana che l'esistenza di Dio sia stata dimostrata razionalmente. Alcuni altri cristiani di diversa denominazione mantengono una visione simile. Circa questa visione, deve essere fatta una distinzione tra:
1. dottrine che appartengono essenzialmente alla fede e non possono essere dimostrate, come la dottrina della trinità o dell'incarnazione, e
2. dottrine che possono essere accettate per fede ma che possono essere conosciute con la ragione; vale a dire, verità rivelate per rivelazione speciale e per rivelazione generale.

L'esistenza di Dio viene detta essere del secondo tipo. Come difesa teologica di questa visione, si potrebbe citare l'affermazione di Paolo per cui i pagani erano senza scuse perché:
(Paolo di Tarso)

#### Argomentazione trascendentale dell'esistenza di Dio
Un'altra scuola di pensiero apologetica, una sorta di sintesi di vari pensatori riformati olandesi e americani (quali, Abraham Kuyper, Benjamin Warfield, Herman Dooyeweerd), emerse alla fine degli anni 1920. Questa scuola venne fondata da Cornelius Van Til, e venne popolarmente chiamata apologetica presupposizionale (anche se lo stesso Van Til pensava che "Trascendentale" sarebbe stato un titolo più accurato). La principale distinzione tra questo approccio e quello evidenzialista più classico menzionato in precedenza è che i presupposizionalisti negano ogni base comune tra il credente e il non credente, eccetto quella che i non credenti negano, e precisamente l'assunzione della verità della visione teistica del mondo. In altre parole, i presupposizionalisti non credono che l'esistenza di Dio possa essere provata facendo appello ai crudi, non interpretati (o "bruti") fatti, che hanno lo stesso (teorico) significato per persone con visioni del mondo fondamentalmente differenti, perché negano che questa condizione sia addirittura possibile. Essi sostengono che l'unica prova possibile dell'esistenza di Dio sia che il credo stesso sia condizione necessaria per l'intelligibilità di tutte le altre esperienze ed azioni umane. In altre parole, essi tentano di dimostrare l'esistenza di Dio appellandosi alla presunta necessità trascendentale della fede—indirettamente (appellandosi alla non dichiarata presupposizione della visione del mondo del non credente) piuttosto che direttamente (appellandosi a qualche forma di fattualità comune). In pratica questa scuola di pensiero utilizza quella che è diventata nota come argomentazione trascendentale dell'esistenza di Dio. Con questa argomentazione essi sostengono di dimostrare che tutta l'esperienza e l'azione umana (anche la condizione stessa di non credente) siano una prova dell'esistenza di Dio, poiché l'esistenza di Dio è condizione necessaria della loro intelligibilità.

### Dio esiste ma non lo si può provare

#### Esistenza di un dio specifico
Altri hanno suggerito che le diverse argomentazioni logiche e filosofiche per l'esistenza di Dio non colgono nel segno. La parola dio ha un significato nella cultura e nella storia umana, che non corrisponde agli esseri la cui necessità viene dimostrata con tali argomentazioni, assumendo che siano valide. La vera questione non è se esiste un "essere supremamente perfetto" o una "causa prima non causata", ma se esiste JHWH o Visnù o Zeus, o qualche altra divinità delle religioni umane. Le prove non risolvono questo punto. Blaise Pascal suggerì questa obiezione nel suo Pensées quando scrisse: "Il Dio di Abramo, Isacco e Giacobbe — non il dio dei filosofi!" (si veda, Scommessa di Pascal). Secondo alcuni Dio sarebbe esterno alla sua creazione - l'universo - e lo controllerebbe come un'eminenza grigia, che vede ed agisce ma che non si può vedere (per Sua decisione) e sul quale non si può agire. La ragione di questa "discrezione" sarebbe che l'energia non è visibile e che nella Storia quando l'uomo avrebbe avuto qualche prova visibile, poi il ricordo di questa sarebbe stata sommersa dallo scetticismo successivo sul racconto per cui Dio avrebbe concluso che è perfettamente inutile farsi vedere. Inoltre la non-visibilità di Dio permetterebbe a Lui di distinguere chi ha fede da chi non ce l'ha.

#### Fideismo
Alcuni cristiani fanno notare che la fede cristiana insegna la salvezza tramite la fede, e che la fede è affidamento alla fedeltà di Dio, che ha poco a che fare con la capacità del credente di comprendere ciò in cui crede. In altre parole, se la teologia cristiana è vera, allora l'esistenza di Dio non potrà mai essere dimostrata, né con mezzi empirici, né con argomentazioni filosofiche. L'esempio più estremo di questa posizione viene detto fideismo, e sostiene che la fede è semplicemente la volontà di credere, e che se l'esistenza di Dio fosse dimostrabile razionalmente, la fede nella sua esistenza diventerebbe superflua. In La giustificazione della conoscenza, il teologo Calvinista Robert L. Reymond sostiene che i credenti non devono cercare di dimostrare l'esistenza di Dio. Siccome ritiene che tutte queste dimostrazioni siano fondamentalmente fallaci, i credenti non devono porre fiducia in esse, e ancor meno ricorrere ad esse nelle discussioni con i non credenti. Piuttosto, devono accettare il contenuto della rivelazione per fede. La posizione di Reymond è simile a quella del suo mentore, Gordon Clark, il quale sostiene che tutte le visioni del mondo sono basate su alcune premesse iniziali (o assiomi) indimostrabili, e sono quindi indimostrabili esse stesse. Il teista cristiano quindi, deve semplicemente scegliere di partire dalla cristianità, piuttosto che da qualcos'altro, compiendo un "salto di fede" non ragionato. Questa posizione viene talvolta chiamata anche apologetica presupposizionale, ma non va confusa con quella di Van Til discussa in precedenza.

#### Logica modale
Una posizione intermedia è quella di Alvin Plantinga, il quale sostiene che una specifica forma di logica modale e un appellarsi a proprietà globalmente indicizzate, rende il credo nell'esistenza di Dio razionale e giustificato, anche se l'esistenza di Dio non può essere dimostrata. Plantinga paragona la conoscenza dell'esistenza di Dio con tipi di sapere che sono razionali ma che non procedono per dimostrazione, come la conoscenza sensoriale.